# Västra Harrsjön
Västra Harrsjön är en sjö i Krokoms kommun i Jämtland och ingår i Indalsälvens huvudavrinningsområde. Sjön har en area på 0,0957 kvadratkilometer och ligger 303 meter över havet.

## Delavrinningsområde
Västra Harrsjön ingår i det delavrinningsområde (702271-142334) som SMHI kallar för Mynnar i Storsjön. Medelhöjden är 319 meter över havet och ytan är 10,34 kvadratkilometer. Räknas de 2 avrinningsområdena uppströms in blir den ackumulerade arean 16,94 kvadratkilometer. Vattendraget som avvattnar avrinningsområdet har biflödesordning 2, vilket innebär att vattnet flödar genom totalt 2 vattendrag innan det når havet efter 248 kilometer. Avrinningsområdet består mestadels av skog (77 procent). Avrinningsområdet har 0,25 kvadratkilometer vattenytor vilket ger det en sjöprocent på 2,5 procent.